# Hematofobie
Hematofobie (též hemafobie či hemofobie) je iracionální strach z krve nebo pohledu na krev. Patří mezi nejčastější druhy fobií. Postižený si uvědomuje nesmyslnost svého chování, ale sám to nedokáže ovládnout.
Lidé trpící hematofobií, často mívají i traumatofobii (strach ze zranění) a/nebo vakcinofobii (strach z injekcí).

## Příznaky
Když člověk trpící hematofobií vidí krev, nebo na ni pomyslí, začnou se u něho vyskytovat následující příznaky
:
- panika
- strach, úzkost
- strach ze smrti
- zrychlený tep, bušení srdce
- nevolnost, závratě
- slabost až mdloby
- nadměrné pocení
- dušnost, obtížné dýchání
- třes
- sucho v ústech

## Léčba
- psychoterapie
- kognitivně behaviorální terapie (zkráceně KBT)
- transformační systemická terapie
- behaviorální terapie
- expoziční terapie
- relaxační techniky
- léky proti úzkosti